# Kenneth Oppel

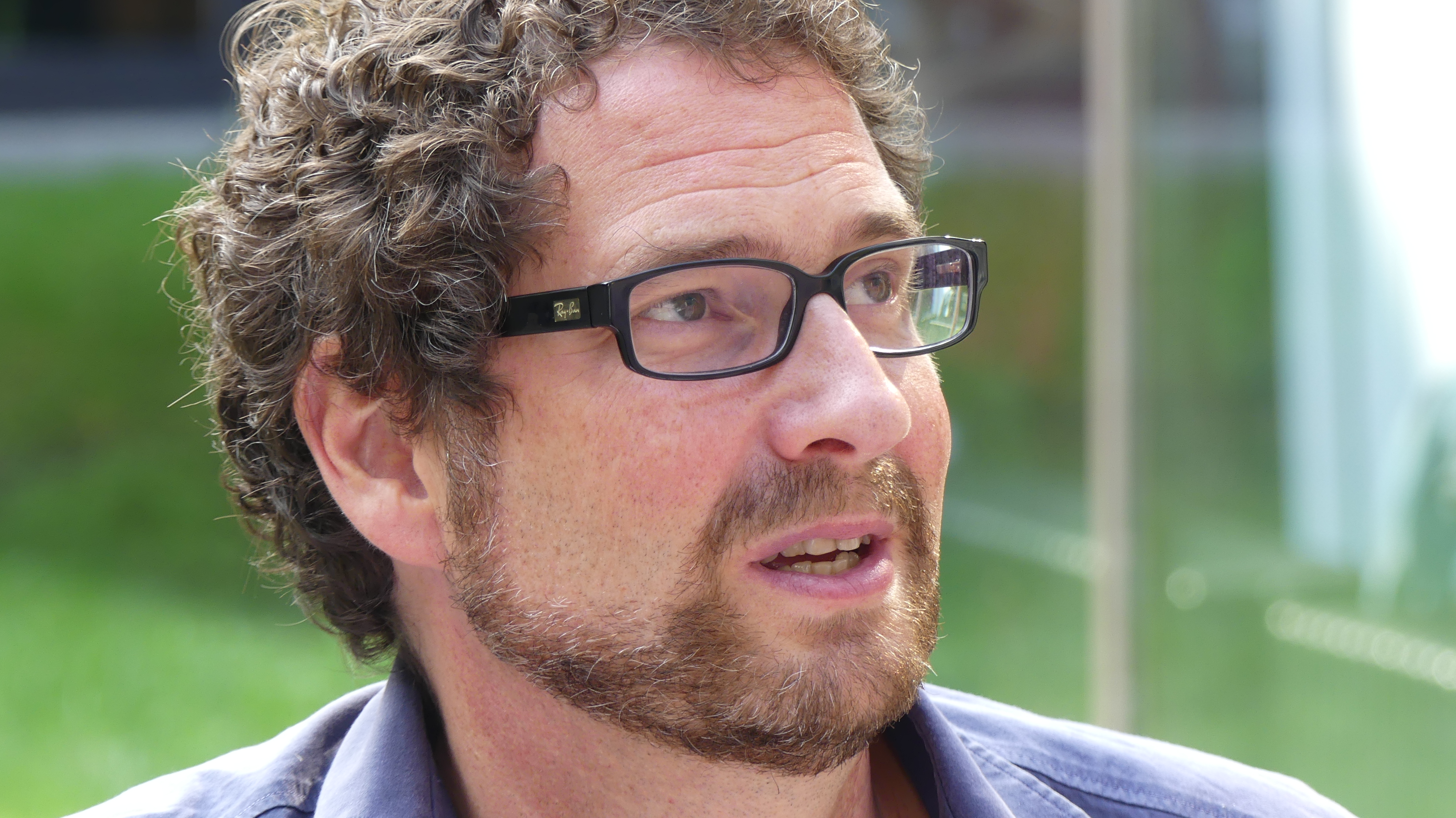
Kenneth Oppel (2016 beim Kinder- und Jugendprogramm des Internationalen Literaturfestivals Berlin)

Kenneth Oppel (* 31. August 1967 in Port Alberni, British Columbia) ist ein kanadischer Fantasy- und Science-Fiction-Schriftsteller. Seit 1985 verfasste er 30 Bilderbücher / Kinderbücher / Jugendromane und einen Erwachsenen-Roman, von denen vierzehn auch in deutscher Übersetzung vorliegen.
Zu seinen wichtigsten Büchern gehören The Nest (2015, dt. Das Nest, 2016), Silverwing (1997, dt. Silberflügel, 2000) und Airborn (2004, dt. Wolkenpanther, 2005).

## Leben
Kenneth Oppel wurde am 31. August 1967 in Port Alberni (British Columbia) geboren. Er wuchs in Victoria und Halifax auf, verbrachte Teile seiner Jugend aber auch in Labrador, England und Irland. Als Junge liebte er Videospiele, Rollenspiele wie Dungeons and Dragons und Filme wie Star Wars. Während seiner Highschool-Zeit schrieb er mit 14 Jahren sein erstes Kinderbuch Colin’s Fantastic Video Adventure. Ein Bekannter sandte das Manuskript an den Agenten von Roald Dahl, der dem Buch zur Veröffentlichung verhalf (1985).
Oppel studierte an der University of Toronto, wo er die Hauptfächer Englische Literatur und Filmwissenschaften belegte und 1989 graduierte. Er traf seine Frau in Toronto und reiste mit ihr nach England, wo sie an ihrem Ph.D. arbeitete. Nach drei Jahren zogen sie zurück nach Kanada. Während der Zeit in England schrieb Oppel kontinuierlich an neuen Büchern, veröffentlichte einige und baute sich eine Fan-Gemeinschaft auf.
In Kanada arbeitete Oppel für einige Zeit als Redakteur beim Quill & Quire Magazin. Heute lebt Oppel mit seiner Frau Philippa Sheppard und seinen drei Kindern in Toronto, Ontario.
Seine bekanntesten Werke sind die Fledermaus-Bücher, die in drei Bänden die Abenteuer von jungen Fledermäusen in kindgerechter Sprache erzählen und einige Fantasy-Elemente aufweisen. Das vierte Buch der Reihe, Darkwing, handelt 65 Millionen Jahre in der Vergangenheit und erzählt, wie die erste Fledermaus entdeckt, dass sie die Gabe des Fliegens besitzt.
2016 war er Jurymitglied der Auszeichnung Das außergewöhnliche Buch des Kinder- und Jugendprogramms des Internationalen Literaturfestivals Berlin.

## Literarisches Werk

### Colin’s Fantastic Video Adventure(1985)
Oppels erstes Kinderbuch Colin’s Fantastic Video Adventure wurde am 30. Mai 1985 beim englischen Verlag Puffin Books in englischer Sprache veröffentlicht und umfasst 112 Seiten. Das Buch wurde von Kathleen Collins Howell illustriert. Das Buch ist noch nicht in deutscher Übersetzung erschienen. Colin’s Fantastic Video Adventure ist unter anderem in USA, Kanada und Frankreich publiziert worden.
Das Buch erzählt die Geschichte von dem elfjährigen Jungen Colin, der herausfindet, dass sein Lieblingsvideospiel in Wahrheit von kleinen Männern gesteuert wird, die ihm versprechen, bei seinem anstehenden Wettkampf zu helfen.
Colin’s Fantastic Video Adventure kann verschiedenen literarischen Genres zugeordnet werden. Neben einer Einordnung als Bilderbuch kann es auch dem Science-Fiction Genre zugeordnet werden.

### The Live-Forever Machine(1990)
Oppels drittes Kinderbuch / Jugendbuch The Live-Forever Machine wurde am 30. Juni 1990 beim kanadischen Verlag Kids Can Press in englischer Sprache veröffentlicht und umfasst 223 Seiten. Das Buch ist noch nicht in deutscher Übersetzung erschienen. The Live-Forever Machine ist unter anderem in Dänemark und Italien publiziert worden.
Das Buch erzählt die Geschichte vom vierzehnjährigen Eric, der durch einen Zufall auf zwei Männer stößt, die 391 n. Chr. das Geheimnis der Unsterblichkeit entdeckten und sich seitdem durch die Jahrhunderte jagen. Einer von ihnen hat es darauf abgesehen, die Vergangenheit zu bewahren, der andere möchte sie zerstören.

### Cosimo Cat(1990)
Oppels drittes Bilderbuch Cosimo Cat wurde 1990 beim kanadischen Verlag Scholastic in englischer Sprache veröffentlicht und umfasst 22 Seiten. Das Buch wurde von Regolo Ricci illustriert. Das Buch ist noch nicht in deutscher Übersetzung erschienen. Cosimo Cat ist unter anderem in Frankreich publiziert worden.
Das Buch erzählt die Geschichte von Rowan, der durch einen Aushang in der Stadt erfährt, dass der Kater Cosimo verschwunden ist. Mit seinem „Katzen-Detektor“ geht Rowan auf die Suche, bis er Cosimo in einem Museum wieder findet.
Cosimo Cat war 1992 der Finalist beim City of Toronto Book Award.

### Dead Water Zone(1992)
Oppels Jugendroman Dead Water Zone wurde 1992 beim amerikanischen Verlag Little, Brown and Company in englischer Sprache veröffentlicht und umfasst 125 Seiten. Das Buch ist noch nicht in deutscher Übersetzung erschienen. Dead Water Zone ist unter anderem in England, Dänemark, Frankreich und Italien publiziert worden.
Das Buch erzählt die Geschichte von Paul, der nach Watertown reist, um seinen Bruder Sam zu finden. Das Wasser in Watertown ist mit einem mutierten Mikroorganismus verseucht, der die Menschen ungewöhnlich stark macht. Sam hat Selbstexperimente mit dem Organismus durchgeführt, doch dann ist er plötzlich verschwunden. Dead Water Zone kann verschiedenen literarischen Genres zugeordnet werden. Neben einer Einordnung als Kinderbuch und Jugendroman weist es Eigenschaften des Fantasy Genre auf.
Dead Water Zone erhielt ein insgesamt gemischtes Presseecho. Die Publishers Weekly lobte und kritisierte das Buch zur gleichen Zeit »Watertown proves a magnificently eerie setting--so much so that it tends to upstage the novel’s plot and its characters, both of which seem rather thin and unoriginal in comparison.« (Publishers Weekly, 3. Mai 1993). Die Kirkus Review bezeichnete es als »A thoughtful story with an unusual combination of ingredients.« (Kirkus Review, 15. Mai 1993).

### Follow that Star(1992)
Oppels Bilderbuch / Kinderbuch Follow that Star wurde 1992 beim kanadischen Verlag Kids Can Press in englischer Sprache veröffentlicht und umfasst 32 Seiten. Das Buch wurde von Kim LaFave illustriert. Das Buch ist noch nicht in deutscher Übersetzung erschienen. Follow that Star ist unter anderem in Frankreich publiziert worden.
Das Buch handelt von Zach dem Schäfer, der davon hört, dass in Bethlehem Engel sind. Er macht sich auf den Weg dorthin, um die Engel zu sehen, doch auf seiner Reise begegnen ihm viele Hindernisse. Jedes Mal ist jedoch ein mysteriöser Mann zur Stelle, um Zach zu helfen.

### Barnes and the Brains

#### A Bad Case of Ghosts(1993)
Oppels Kinderbuch A Bad Case of Ghosts wurde 1993 beim kanadischen Verlag Scholastic Canada in englischer Sprache veröffentlicht und umfasst 72 Seiten. Das Buch wurde von Peter Utton illustriert. Das Buch ist noch nicht in deutscher Übersetzung erschienen. A Bad Case of Ghosts ist unter anderem in Frankreich, Spanien und England publiziert worden.
Das Buch erzählt die Geschichte von Giles Barnes und seiner Familie, die gerade in ein neues Haus gezogen sind, in dem überall gruselige Geräusche zu hören sind. Gills Mutter beharrt darauf, dass es keine Geister gibt, aber Gill will der Sache nachgehen. Zusammen mit seinen Nachbarn Tina und Kevin löst er das Rätsel und vertreibt die Geister.

#### A Bad Case of Magic(1994)
Oppels Kinderbuch A Strange Case of Magic wurde 1994 beim kanadischen Verlag Scholastic Canada in englischer Sprache veröffentlicht und umfasst 72 Seiten. Das Buch wurde von Peter Utton illustriert. Das Buch ist noch nicht in deutscher Übersetzung erschienen. A Strange Case of Magic ist unter anderem in Frankreich publiziert worden.
Giles, Tina und Kevin sind in der Bibliothek und sehen, wie sich die Bücher von alleine bewegen. Sie vermuten Geister dahinter, doch als Tinas Geisteraufspürer nichts finden kann, stehen sie vor einem neuen Rätsel.

#### A Crazy Case of Robots(1994)
Oppels Kinderbuch A Crazy Case of Robots wurde 1994 beim kanadischen Verlag Scholastic Canada in englischer Sprache veröffentlicht und umfasst 64 Seiten. Das Buch ist noch nicht in deutscher Übersetzung erschienen. A Crazy Case of Robots ist unter anderem in Frankreich publiziert worden.
Tina erfindet einen Roboter, der jede Aufgabe fehlerfrei ausführen kann, von Putzen bis hin zu den Hausaufgaben. Als Tina Giles darum bittet, auf den Roboter aufzupassen, ist der von der perfekten Art des Roboters schnell genervt. Als sich der Roboter dann noch überhitzt, gerät Giles in Schwierigkeiten.

#### An Incredible Case of Dinosaurs(1994)
Oppels Kinderbuch An Incredible Case of Dinosaurs wurde am 30. Juni 1994 beim kanadischen Verlag Scholastic Canada in englischer Sprache veröffentlicht und umfasst 58 Seiten. Das Buch ist noch nicht in deutscher Übersetzung erschienen. An Incredible Case of Dinosaurs ist unter anderem in Frankreich publiziert worden.
Tina, Kevin und Giles werden von der reichen Frau Frost angeheuert, um das Geheimnis ihres tiefen und zugewachsenen Swimmingpools zu lüften. Dort entdecken sie nicht nur einen, sondern gleich zwei lebendige Dinosaurier.

#### A Weird Case of Super-Goo(1997)
Oppels Kinderbuch A Weird Case of Super-Goo wurde 1997 beim kanadischen Verlag Scholastic Canada in englischer Sprache veröffentlicht und umfasst 57 Seiten. Das Buch wurde von Peter Utton illustriert. Das Buch ist noch nicht in deutscher Übersetzung erschienen.
Giles exzentrische Tante erfindet eine klebrige Creme, die sie jünger aussehen lassen soll. Es wird problematisch, als die Creme sie in ein Kind verwandelt.

#### A Creepy Case of Vampires(2002)
Oppels Kinderbuch A Creepy Case of Vampires wurde 2002 beim kanadischen Verlag Scholastic Canada in englischer Sprache veröffentlicht und umfasst 64 Seiten. Das Buch wurde von Sam Sisco illustriert. Das Buch ist noch nicht in deutscher Übersetzung erschienen. A Creepy Case of Vampires ist unter anderem in Frankreich publiziert worden.
Als Giles und Kevin in der Dämmerung an der alten Kirche vorbei laufen, sehen sie auf dem Kirchturm eine dunkle Gestalt, die sich plötzlich in einen Schwarm Fledermäuse auflöst.

### Cosmic Snapshots(1993)
Oppels Kinderbuch Cosmic Snapshots wurde am 7. Oktober 1993 beim englischen Verlag Hamish Hamilton in englischer Sprache veröffentlicht und umfasst 48 Seiten. Das Buch wurde von Guy Parker-Rees illustriert. Das Buch ist noch nicht in deutscher Übersetzung erschienen.
Ian kann sein Glück nicht fassen, als sein außerirdischer Freund William ihn mit in sein Raumschiff nimmt. Ian nimmt an einem Foto-Wettbewerb teil und ein Foto aus dem All wäre unschlagbar. Doch er hat nicht damit gerechnet, dass sein Freund Sean auch mitkommt und alles durcheinander bringt.

### Galactic Snapshots(1993)
Oppels Kinderbuch Galactic Snapshots wurde 1993 beim englischen Verlag Hamish Hamilton in englischer Sprache veröffentlicht. Das Buch wurde von Guy Parker-Rees illustriert. Das Buch ist noch nicht in deutscher Übersetzung erschienen.
Als Ian eine neue Kamera bekommt, ist er sehr aufgeregt und macht Fotos von allem und jedem. Als er den Film von der Kamera entwickelt, entdeckt er eine seltsam geformte Gestalt auf dem letzten Bild. Er fragt sich, ob es wohl ein Außerirdischer sein könnte.

### Emma’s Emu(1995)
Emma’s Emu wurde 1995 beim englischen Verlag Hamish Hamilton in englischer Sprache veröffentlicht und umfasst 64 Seiten. Das Buch wurde von Kim LaFave illustriert. Das Buch ist noch nicht in deutscher Übersetzung erschienen. Emma’s Emu ist unter anderem in Kanada publiziert worden.
Das Buch handelt von Emma, die es liebt, an Wettbewerben teilzunehmen, jedoch nie etwas gewinnt. Doch eines Tages steht eine riesige Kiste vor Emmas Haustür und Emma vermutet einen Preis dahinter. Emma öffnet die Kiste und findet zu ihrer Überraschung einen Emu darin.

### Silverwing series
Neben der Silverwing Buchreihe gab es auch eine gleichnamige animierte TV-Serie. Sie umfasst 13 Episoden und wurde von Cathy Schoch produziert. Die erste Folge wurde am 13. September 2003 im kanadischen Fernsehen ausgestrahlt.

#### Silverwing(1997) /Silberflügel(2000)
Oppels Jugendroman Silverwing wurde am 1. Januar 1997 beim kanadischen Verlag HarperCollins in englischer Sprache veröffentlicht und umfasst 217 Seiten. Die deutsche Übersetzung erschien am 1. Dezember 2000 beim Beltz & Gelberg und umfasst 344 Seiten. Klaus Weimann besorgte die Übersetzung. Silverwing ist unter anderem in Australien, Japan, Russland, Brasilien und Frankreich publiziert worden.
Das Buch erzählt die Geschichte von der Fledermaus Schatten, die als Schwächling unter den Jungtieren in der Kolonie gilt. Schatten ist langsam und ungeschickt, aber auch neugierig. Als er ein uraltes Gesetz bricht und damit den Zorn der Eulen auf die Kolonie zieht, müssen die Fledermäuse früher als geplant in den Süden aufbrechen. Auf der Reise verliert Schatten durch einen Sturm den Rest seiner Gruppe. Auf seinem weiteren Weg trifft er viele neue Freunde und Feinde.
Silverwing wurde unter anderem mit dem Canadian Library Association Book of the Year for Children Award (1998) ausgezeichnet. Silverwing erhielt ein insgesamt positives Presseecho. Die Kirkus Review schrieb »Replete with appealing characters, scary adversaries, bat lore, natural history, unanswered questions, and conflicting theologies, the story takes on a promising epic sweep; readers will look forward to the sequels that Oppel’s ending guarantees. « (Kirkus Review, 1. September 1997). Die Publishers Weekly kommentierte »This epic journey is gripping, and details of bat life are inventively and convincingly imagined« (Publishers Weekly, 29. September 1997).
Am 23. Januar 2003 erschien bei Recorded Books eine Hörbuchausgabe der englischsprachigen Fassung des Buches, die von John McDonough eingelesen wurde. Am 14. September 2005 erschien bei Hörcompany eine Hörbuchausgabe der deutschsprachigen Fassung des Buches, die von Jens Wawrczeck eingelesen wurde.

#### Sunwing(1999) /Sonnenflügel(2001)
Sunwing wurde am 12. August 1999 beim kanadischen Verlag HarperCollins in englischer Sprache veröffentlicht und umfasst 243 Seiten. Die deutsche Übersetzung erschien am 1. Januar 2001 beim Beltz & Gelberg Verlag und umfasst 398 Seiten. Klaus Weimann besorgte die Übersetzung. Sunwing ist unter anderem in Japan, Russland, Neuseeland und Thailand publiziert worden.
Schatten hat es geschafft, seine Kolonie aus großer Gefahr zu retten und ist jetzt zu ihrem Anführer geworden. Nachdem er herausgefunden hat, dass sein Vater noch lebt, macht Schatten es sich zur Aufgabe, ihn zu finden. Er findet ein von Menschen gebautes Haus, in dem es einen Wald gibt und in dem hunderte Fledermäuse leben. Schatten versucht herauszufinden, was in dem Gebäude vor sich geht. Auf der Suche nach Antworten muss Schatten erneut gegen die Eulen und auch gegen andere Fledermäuse kämpfen.
Sunwing wurde unter anderem mit dem CLA Book of the Year for Children Award (2000) und dem Rocky Mountain Book Award (2001) ausgezeichnet. Sunwing erhielt ein insgesamt positives Presseecho. Die Kirkus Review lobt »Criss-crossing plotlines keep the story hopping […] while excellent characterizations make the anthropomorphizing believable« (Kirkus Review, 15. Dezember 1999). Die Quill & Quire schrieb »Sunwing is a book of big effects« und fügte hinzu »This book is a natural for the on-screen generation.« (Sarah Ellis).
Am 26. April 2004 erschien bei Recorded Books eine Hörbuchausgabe der englischsprachigen Fassung des Buches, die von John McDonough eingelesen wurde.

#### Firewing(2002) /Feuerflügel(2003)
Firewing wurde am 18. April 2002 beim kanadischen Verlag HarperCollins in englischer Sprache veröffentlicht und umfasst 328 Seiten. Die deutsche Übersetzung erschien am 28. Oktober 2003 beim Beltz & Gelberg Verlag und umfasst 430 Seiten. Klaus Weimann besorgte die Übersetzung. Firewing ist unter anderem in Frankreich, Spanien, Taiwan und Island publiziert worden.
Bei einem schweren Erdbeben tut sich eine tiefe Erdspalte auf. Schattens Sohn Greif wird durch den Spalt tief in die Erde gezogen und Schatten begibt sich erneut auf eine gefährliche Reise, um seinen Sohn zu finden. Schatten ahnt nicht, dass sich gleichzeitig einer seiner Feinde auf die Suche nach Greif gemacht hat. Ein Wettlauf mit der Zeit beginnt, als Schatten versucht, seinen Sohn zu retten.
Firewing wurde unter anderem mit dem Manitoba Young Readers’ Choice Award (2004) ausgezeichnet. Firewing erhielt ein insgesamt durchmischtes Presseecho. Die Kirkus Review schrieb »Oppel’s writing is beautiful in its evocation of the bat world«, kritisierte aber auch Oppels Schreibstil »However, there is a problem with voice in the story. […] Such inelegant writing is unfortunate in the midst of a fine tale that fans of the series will eagerly anticipate.« (Kirkus Review, 1. Dezember 2002).
Am 17. Oktober 2007 erschien bei Recorded Books eine Hörbuchausgabe der englischsprachigen Fassung des Buches, die von John McDonough eingelesen wurde.

#### Darkwing(2007) /Nachtflügel(2008)
Darkwing wurde am 16. August 2007 beim kanadischen Verlag HarperCollins in englischer Sprache veröffentlicht und umfasst 432 Seiten. Das Buch wurde von Keith Thompson illustriert. Die deutsche Übersetzung erschien am 18. Februar 2008 bei Beltz & Gelberg und umfasst 472 Seiten. Gerold Anrich und Martina Instinsky-Anrich besorgte die Übersetzung. Darkwing ist unter anderem in Amerika, Australien und Frankreich publiziert worden.
Das Buch erzählt die Geschichte von Dämmer, einer Fledermaus, die vor 65 Millionen Jahren auf der Erde gelebt hat. Während die anderen Fledermäuse zu diesem Zeitpunkt nur durch die Luft gleiten können, ist Dämmer eine der ersten Fledermäuse, die aktiv fliegen kann. Dies und seine Fähigkeit im Dunkeln zu sehen machen ihn jedoch zum Außenseiter und so wird er von seiner Kolonie verstoßen. Doch auf einmal wird die Kolonie von einer Horde katzenähnlicher Tiere bedroht und Dämmer kann mit seinen einzigartigen Fähigkeiten den anderen zu Hilfe eilen.
Darkwing wurde unter anderem mit dem Ruth and Sylvia Schwartz Children’s Book Award (2008) und der Sektion „Young Adult / Middle Reader“ ausgezeichnet. Darkwing erhielt ein insgesamt positives Presseecho. Die Quill & Quire bezeichnete es als »a thrilling page-turner that will captivate young and old alike.« und fügte hinzu »Fans of the Silverwing series will find this prequel immensely satisfying and will be clamouring for more.« (Joanne Finden). Die Kirkus Review lobte »Lively prose and sheer imagination make Oppel’s fourth bat story another winner.« (1. August 2007)

### Peg and the Whale(2000)
Oppels Kinderbuch Peg and the Whale wurde am 1. September 2000 beim US-amerikanischen Verlag Simon & Schuster in englischer Sprache veröffentlicht und umfasst 40 Seiten. Das Buch wurde von Terry Widener illustriert. Das Buch ist noch nicht in deutscher Übersetzung erschienen.
Das Buch erzählt die Geschichte von Peg. Peg ist gut in allem was sie tut, aber sie möchte noch viel besser sein. Sie heuert auf dem Walfangschiff „Viper“ an, doch bei ihrem Versuch einen Wal zu fangen wird sie von ihm verschluckt. Im Bauch des Wales geht Peg auf eine lange Reise, die sie bis zur Antarktis führt.
Peg and the Whale erhielt ein insgesamt positives Presseecho. Das Quill & Quire Magazin lobte es und schrieb »All in all, this is a visually rewarding and entertaining light read. Some children may find a role model in the irrepressible Peg – and others might find her a bit headstrong – but most will find some fun in reading about her adventure.« (Bridget Donald).

### The Devil’s Cure(2000) /Das Werk des Teufels(2003)
Oppels erster Erwachsenen-Roman The Devil’s Cure wurde am 19. April 2000 beim kanadischen Verlag HarperCollins in englischer Sprache veröffentlicht und umfasst 416 Seiten. Die deutsche Übersetzung erschien am 1. Juli 2003 beim Bastei Lübbe Verlag und umfasst 526 Seiten. Lore Straßl besorgte die Übersetzung. The Devil’s Cure ist unter anderem in Amerika und Deutschland publiziert worden.
Dr. Laura Donaldson arbeitet in der Krebsforschung. Bei einer Reihe von Untersuchungen stellt sie fest, dass das Blut eines Patienten einen Immunstoff enthält, der Krebszellen zerstören kann. Doch der Patient, David Haines, sitzt in der Todeszelle im Hochsicherheitsgefängnis. Es gelingt ihm trotzdem auszubrechen, als er von seinen Untersuchungsergebnissen hört. Aus religiösen Gründen ist Haines gegen die Forschung und macht sich daran, seine verbleibenden Familienmitglieder zu töten, bevor die Ärzte sie finden. The Devil’s Cure kann dem Krimi Genre zugeordnet werden.
The Devil’s Cure erhielt ein gemischtes Presseecho. Die Publishers Weekly kommentierte »Oppel […] shows versatility and imaginative brio as he delves into adult fiction for the first time« (Publishers Weekly, 4. Juni 2001). Die Quill & Quire kritisierte hingegen »What’s absent is that unique perspective, weird plot twist, or especially memorable character that makes a book unforgettable« (John North).

### Peg and the Yeti(2004)
Oppels Kinderbuch Pet and the Yeti wurde am 13. September 2004 beim kanadischen Verlag HarperCollins in englischer Sprache veröffentlicht und umfasst 32 Seiten. Das Buch wurde von Barbara Reid illustriert. Das Buch ist noch nicht in deutscher Übersetzung erschienen.
Das Buch erzählt die Geschichte von Peg, die sich aufmacht, um ein neues Abenteuer zu erleben. Nachdem Peg lange genug auf dem Meer gesegelt ist, möchte sie nun den Mount Everest besteigen. Doch ihr kommt immer wieder ein Yeti in die Quere und erschwert ihr den Aufstieg. Am Ende werden die beiden jedoch Freunde und erreichen zusammen das Ziel.
Peg and the Yeti wurde unter anderem mit dem Jean Throop Book Award (2005) ausgezeichnet und stand auf der White Raven Special Mention Liste (2005). Peg and the Yeti erhielt ein insgesamt positives Presseecho. Die Quill & Quire lobte begeistert »As a read-aloud story, the text works splendidly; as an inspiration for art projects, the pictures are a great resource; and as a delightful picture book, Peg and the Yeti is a fine addition to any children’s collection.« (Gwyneth Evans).
Monica Dufault vom Manitoba Theater for Young People produzierte 2015 zusammen mit den Carousel Players ein Theaterstück basierend auf dem Buch.

### Airborn Series

#### Airborn(2004) /Wolkenpanther(2005)
Oppels Jugendroman Airborn wurde am 5. Februar 2004 beim kanadischen Verlag HarperCollins in englischer Sprache veröffentlicht und umfasst 321 Seiten. Das Buch wurde von Peter Riddihoff illustriert. Die deutsche Übersetzung erschien am 24. März 2005 bei Beltz & Gelberg und umfasst 552 Seiten. Anja Hansen-Schmidt besorgte die Übersetzung. Airborn ist unter anderem in Serbien, Portugal und Israel publiziert worden.
Das Buch erzählt die Geschichte von Matt Cruse, der Schiffsjunge auf dem Luxus-Liner-Zeppelin Aurora ist. Auf dem Weg nach Sydney wird der Zeppelin von Luftpiraten überfallen und fast zerstört. Das Luftschiff stürzt ab und kann gerade noch auf einer unbekannten Südseeinsel landen. Matt und Kate, die Passagier auf dem Schiff war, überleben und fangen an, auf der Insel nach unbekannten Flugwesen, den „Wolkenpanthern“, zu suchen, die Kates Großvater angeblich kurz vor seinem Tod entdeckt hat. Doch dann geraten Matt und Kate in große Gefahr, als sich herausstellt, dass die Insel die Geheimbasis der Luftpiraten ist.
Airborn kann verschiedenen literarischen Genres zugeordnet werden. Neben einer Einordnung als Jugendroman und Kinderbuch kann es dem Genre Steampunk und Fantasy zugeschrieben werden.
Airborn wurde unter anderem mit dem Ruth and Sylvia Schwartz Children’s Book Award (2005), dem Red Maple Award (2005) und als Michael L Printz Honor Book (2005) ausgezeichnet. Airborn erhielt ein insgesamt positives Presseecho. Die Publishers Weekly findet nur Lob und schreibt »The author’s inviting new world will stoke readers’ imaginations—and may leave them hoping for a sequel« (Publishers Weekly, 26. April 2004). Das Quill & Quire-Magazin schrieb bewundernd »Oppel romps through the territories of Jules Verne and W.H. Hudson, throwing in some of J.M. Barrie’s Peter Pan and The Admirable Crichton for good measure. The result is a vividly imagined, lushly evoked simulacrum of the past.« (Maureen Garvie). Der Guardian kommentiert »The dialogue is incredibly gripping and the descriptions of this alternate world are amazingly evocative.« und fügt hinzu »I highly recommend this trilogy to people who enjoy reading fantasy and adventure.« (The Guardian, 7. November 2015).
Am 9. August 2007 erschien bei Full Cast Audio eine Hörbuchausgabe der englischsprachigen Fassung des Buches, die von David Kelly eingelesen wurde. Am 15. Februar 2006 erschien bei Beltz & Gelberg eine Hörbuchausgabe der deutschsprachigen Fassung des Buches, die von Marian Funk eingelesen wurde.

#### Skybreaker(2005) /Wolkenpiraten(2006)
Oppels Jugendroman Skybreaker wurde am 20. Juli 2005 beim kanadischen Verlag HarperCollins in englischer Sprache veröffentlicht und umfasst 340 Seiten. Das Buch wurde von Kirk Caldwell illustriert. Die deutsche Übersetzung erschien am 18. August 2006 bei Beltz & Gelberg und umfasst 552 Seiten. Anna Blankenburg besorgte die Übersetzung. Skybreaker ist unter anderem in Frankreich, Japan und Australien publiziert worden.
Matt Cruse studiert an der Luftfahrtakademie. Als Praktikant fliegt er auf dem Luftschiff „Treibgut“ über dem Indischen Ozean durch einen Taifun. Dabei entdeckt die Mannschaft den seit Jahren verschollenen Zeppelin „Hyperion“. Matt merkt sich als einziger die Koordinaten des Zeppelins und versucht zusammen mit seiner Freundin Kate und dem Piloten Hal Slater die Hyperion zu bergen. Doch auf einmal sind sie nicht mehr die einzigen, die Jagd auf das verlorene Luftschiff machen.
Skybreaker kann verschiedenen literarischen Genres zugeordnet werden. Neben einer Einordnung als Jugendroman und Kinderbuch kann es auch dem Steampunk- und Fantasy-Genre zugeteilt werden.
Skybreaker wurde unter anderem mit dem Ruth and Sylvia Schwartz Children’s Book Award (2006) und dem Red Maple Award (2006) ausgezeichnet. Skybreaker erhielt ein insgesamt positives Presseecho. Das Quill & Quire Magazin empfiehlt » When you buy Kenneth Oppel’s Skybreaker, prepare to clear your schedule: you won’t be able to put down this ripping good yarn.« und fügt hinzu »Skybreaker is distinguished by stellar prose, engaging characters, and a minute attention to detail that makes even the most fantastic elements totally believable: indeed, you’ll ache with disappointment that this world doesn’t really exist« (Laurie McNeill). Die Kirkus Review beschrieb es als »Creative, compelling, nicely unpredictable and alive with nature and technology.« (1. Dezember 2005).
Am 26. März 2008 erschien bei Full Cast Audio eine Hörbuchausgabe der englischsprachigen Fassung des Buches, die von David Kelly eingelesen wurde. Am 18. September 2006 erschien bei Beltz & Gelberg eine Hörbuchausgabe der deutschsprachigen Fassung des Buches, die von Marian Funk eingelesen wurde.

#### Starclimber(2008) /Sternenjäger(2010)
Starclimber wurde am 26. August 2008 beim kanadischen Verlag HarperCollins in englischer Sprache veröffentlicht und umfasst 356 Seiten. Die deutsche Übersetzung erschien am 25. Januar 2010 bei Beltz & Gelberg und umfasst 512 Seiten. Gerold Anrich und Martina Instinsky-Anrich besorgten die Übersetzung. Starclimber ist unter anderem in Australien, Neuseeland und Frankreich publiziert worden.
Matt Cruse bekommt die Chance seines Lebens: er darf als einer der ersten Astralnauten an Bord der „Starclimber“ ins All reisen. Die Starclimber ist jedoch, wie sich herausstellt, kein richtiges Raumschiff, sondern eine Art Aufzugskabine, die an einem Seil ins All gezogen wird. Auch Kate ist mit an Bord der Starclimber und Matt muss herausfinden, dass Kate verlobt ist. Im All stößt die Crew auf Lebewesen und gerät in eine lebensbedrohliche Situation, als die Wesen ihre Rückkehr zur Erde verhindern.
Starclimber kann verschiedenen literarischen Genres zugeordnet werden. Neben einer Einordnung als Kinderbuch und Jugendroman kann es auch den Genres Fantasy und Steampunk zugeteilt werden.
Starclimber wurde unter anderem als Honour Book beim CLA Children’s Book of the Year Award (2009) ausgezeichnet. Starclimber erhielt ein insgesamt positives Presseecho. Das Quill & Quire Magazin schrieb begeistert »Oppel once again succeeds in creating a world both familiar and fantastic« (Laurie McNeill).
Am 16. April 2010 erschien bei Full Cast Audio eine Hörbuchausgabe der englischsprachigen Fassung des Buches, die von David Kelly eingelesen wurde.

### The King’s Taster(2007)
Oppels Bilderbuch / Kinderbuch The King’s Taster wurde am 1. Juni 2007 beim kanadischen Verlag HarperCollins in englischer Sprache veröffentlicht und umfasst 32 Seiten. Das Buch wurde von Steve Johnson und Lou Fancher illustriert. Das Buch ist noch nicht in deutscher Übersetzung erschienen. The King’s Taster ist unter anderem in Amerika publiziert worden.
Das Buch erzählt die Geschichte vom Hund Max, der bei einem Koch lebt und der Vorkoster des Königs ist. So kommt es, dass Max all die Delikatessen essen darf. Doch der neue König mag das Essen nicht und so kommt es, dass Max und der Koch Gefahr laufen, nicht nur ihre Jobs zu verlieren.
The King’s Taster wurde unter anderem mit dem Shining Willow Award (2011) ausgezeichnet. The King’s Taster erhielt ein insgesamt positives Presseecho. Die Kirkus Review schrieb »Workmanlike collages by the accomplished Fancher and Johnson combine textiles, scrawled recipes and painterly elements in a muted, Old World palette that matches the ambitious plotting« (Kirkus Review, 15. Mai 2009) und die Publishers Weekly kommentiert »Oppel cooks up punchy, ready-for-television dialogue, while the rich, textural spreads of Johnson and Fancher make use of unexpected materials« (Publishers Weekly, 22. Juni 2009).
Am 9. Juni 2009 erschien bei Harper Audio eine Hörbuchausgabe der englischsprachigen Fassung des Buches, die von Fred Berman eingelesen wurde.

### Half Brother(2010) /Affenbruder(2015)
Oppels Jugendroman Half Brother wurde am 1. Januar 2010 beim kanadischen Verlag HarperCollins in englischer Sprache veröffentlicht und umfasst 375 Seiten. Die deutsche Übersetzung erschien am 13. Juli 2015 bei Beltz & Gelberg und umfasst 439 Seiten. Gerold Anrich und Martina Instinsky-Anrich besorgten die Übersetzung. Half Brother ist unter anderem in England, Amerika und Korea publiziert worden.
Das Buch erzählt die Geschichte von Ben und dem Schimpansen Zan. Bens Eltern sind in der Forschung tätig und adoptieren für ein Experiment das Schimpansenbaby Zan, dem sie Zeichensprache beibringen wollen. Zwischen Ben und Zan entwickelt sich schon bald eine brüderliche Beziehung. Doch als die finanziellen Mittel für das Experiment gestrichen werden und Zan nicht die gewünschte Entwicklung zeigt, soll er an eine wissenschaftliche Einrichtung weiterverkauft werden.
Half Brother wurde unter anderem mit dem Hampshire Book Award (2012), dem Ruth and Sylvia Schwartz Children’s Book Award (2011) und dem Canadian Library Association Young Adult Book Award (2011) ausgezeichnet. Half Brother erhielt ein insgesamt positives Presseecho. Die Globe and Mail bemerkte »Half Brother is fast-moving, engagingly told and smart.« (Erika Ritter, 24. September 2010). Der Guardian schrieb »Oppel is pleasingly unafraid to ask awkward questions, often right at the point where readers might have made up their minds. What a particular joy for a teenage reader, to be challenged rather than instructed« (Patrick Ness, 22. Januar 2011)
Am 1. Juli 2012 erschien bei Brilliance Audio eine Hörbuchausgabe der englischsprachigen Fassung des Buches, die von Daniel di Tomasso eingelesen wurde.

### This Dark Endeavor(2011) /Düsteres Verlangen(2012)
Oppels Jugendroman This Dark Endeavor wurde am 1. August 2011 beim kanadischen Verlag HarperCollins in englischer Sprache veröffentlicht und umfasst 298 Seiten. Die deutsche Übersetzung erschien am 10. September 2012 bei Beltz & Gelberg und umfasst 384 Seiten. Gerold Anrich besorgte die Übersetzung. This Dark Endeavor ist unter anderem in Spanien, Japan, Ungarn und der Türkei publiziert worden.
Das Buch erzählt die Geschichte von den Zwillingsbrüdern Victor und Konrad Frankenstein. Sie sind unzertrennlich, bis Konrad auf einmal todkrank wird. Victor ist bereit, alles zu tun, um seinen Bruder zu retten. Im Chateau Frankenstein stößt er auf eine geheime Bibliothek, in der ein Buch das »Elixier des Lebens« verspricht. Zusammen mit Elizabeth macht sich Victor auf die Suche nach den Zutaten und wird dabei mehr als einmal auf die Probe gestellt.
In seinem Prequel zu Mary Shelleys Frankenstein untersucht Kenneth Oppel die Figur des Victor Frankenstein und versucht Antworten darauf zu geben, wie Frankenstein zu der Figur wurde, die wir kennen.
This Dark Endeavor kann verschiedenen literarischen Genres zugeordnet werden. Neben einer Einordnung als Jugendroman kann es auch dem Fantasy Genre zugeschrieben werden.
This Dark Endeavor wurde unter anderem mit dem Libris Award (2012) ausgezeichnet und war 2011 auf der Best Children’s Books Liste der London Times. This Dark Endeavor erhielt ein insgesamt positives Presseecho. Die Publishers Weekly bezeichnete es als »a delicious mix of science, history, and horror« (Publishers Weekly, 6. Juni 2011). Die Globe and Mail schreibt »This Dark Endeavor may renew interest in Frankenstein, but it also stands alone as an original and welcome addition to the world of young-adult fiction.« (Kelley Armstrong, 23. September 2011).
Am 23. August 2011 erschien bei Brilliance Audio eine Hörbuchausgabe der englischsprachigen Fassung des Buches, die von Luke Daniels eingelesen wurde.

### Such Wicked Intent(2012) /Ein dunkler Wille(2013)
Oppels Jugendroman Such Wicked Intent wurde am 1. Januar 2012 beim kanadischen Verlag HarperCollins in englischer Sprache veröffentlicht und umfasst 310 Seiten. Die deutsche Übersetzung erschien am 28. Januar 2013 bei Beltz & Gelberg und umfasst 384 Seiten. Gerold Anrich und Martina Instinsky-Anrich besorgten die Übersetzung. Such Wicked Intent ist unter anderem in China, Australien und der Türkei publiziert worden.
Victor Frankenstein ist am Boden zerstört darüber, dass er den Tod seines Zwillingsbruders Konrad nicht verhindern konnte. In seiner Frustration schwört er, sich nie wieder mit der Alchemie zu befassen und verbrennt alle Bücher der dunklen Bibliothek. Doch ein eisernes Buch widersteht dem Feuer. Es verspricht Zugang zu dem Reich der Toten und in Victor keimt die Hoffnung auf, seinen Bruder doch noch retten zu können. Zusammen mit Elizabeth wagt er den Schritt in das Reich der Toten.
Such Wicked Intent kann verschiedenen literarischen Genres zugeordnet werden. Neben einer Einordnung als Jugendroman weist es Eigenschaften des Fantasy-Genres auf.
Such Wicked Intent wurde unter anderem mit dem Libris Award Young Readers Book of the Year (2013) ausgezeichnet. Such Wicked Intent erhielt ein insgesamt positives Presseecho. Die Kirkus Review bezeichnete es als »A standout sequel and engrossing ghost story.« (Kirkus Review, 16. Mai 2012).
Am 21. August 2012 erschien bei Brilliance Audio eine Hörbuchausgabe der englischsprachigen Fassung des Buches, die von Luke Daniels eingelesen wurde.

### The Boundless(2014) / Danger Express (2017)
The Boundless wurde am 1. April 2014 beim kanadischen Verlag HarperCollins in englischer Sprache veröffentlicht und umfasst 332 Seiten. Das Buch wurde von Jim Tierney illustriert. Das Buch ist 2017 in deutscher Übersetzung beim Aladin Verlag erschienen. The Boundless ist unter anderem in Australien, Neuseeland und Russland publiziert worden.
Das Buch erzählt die Geschichte von Will Everett, der mit seinem Vater im „Boundless“ reist, dem längsten Zug, der jemals gebaut wurde. An einer Haltestelle wird Will Zeuge eines Mordes. Er verliert seinen Vater und schafft es gerade noch zurück in den Zug. Er findet sich plötzlich außerhalb der sicheren ersten Klasse im Zug wieder. Um zu überleben, schließt er sich mit Maren und dem Zirkusartisten Mr. Dorian zusammen.
The Boundless kann verschiedenen literarischen Genres zugeordnet werden. Neben einer Einordnung als Jugendroman weist es Eigenschaften eines Krimis auf.
The Boundless wurde unter anderem mit dem Ruth and Sylvia Schwartz Children’s Book Award (2015) und mit dem E.B. White Read Aloud Honor Award (2015) ausgezeichnet. The Boundless erhielt ein insgesamt positives Presseecho. Das Quill and Quire Magazin schrieb »Oppel skilfully balances lesson and legend « (Shannon Ozirny). Die Publishers Weekly lobte »Oppel’s imagination and sense of adventure never disappoint, and readers should thrill to this rousing tale as it barrels ahead at full speed« (Publishers Weekly, 10. Februar 2014) und der Guardian fügte hinzu »Mingling history and fantasy, The Boundless is a memorable creation, and confidently runs along the rails behind the Hogwarts Express, the 4.50 from Paddington, and other great literary locomotives.« (Josh Lacey), 8. November 2014.
Am 22. April 2014 erschien bei Brilliance Audio eine Hörbuchausgabe der englischsprachigen Fassung des Buches, die von Nick Podehl eingelesen wurde.

### The Nest(2015) /Das Nest(2016)
The Nest wurde am 6. Oktober 2015 beim kanadischen Verlag HarperCollins in englischer Sprache veröffentlicht und umfasst 256 Seiten. Das Buch wurde von Jon Klassen illustriert. Die deutsche Übersetzung erschien am 25. Januar 2016 beim Dressler Verlag und umfasst 217 Seiten. Jessika Komina und Sandra Knuffinke besorgten die Übersetzung. The Nest ist unter anderem in Italien, Schweden und Brasilien publiziert worden.
Das Buch erzählt die Geschichte von Steve, der einen schwer kranken Babybruder hat. In seinen Träumen erscheinen Steve Wesen, die ihn an Engel erinnern, und die ihm versprechen, dass sie das Baby heilen können. Mit der Zeit stellt sich jedoch raus, dass es sich bei den Wesen um Wespen handelt, die in ihrem Nest ein neues Baby züchten, das sie gegen Steves Bruder austauschen wollen. Als Steve sich den Wespen in den Weg stellt, um seinen Bruder zu beschützen, gerät er in eine lebensbedrohliche Situation.
Das Nest kann verschiedenen literarischen Genres zugeordnet werden. Neben einer Einordnung als Kinderbuch weist es Eigenschaften eines Krimi und vom Fantasy-Genre auf.
Das Nest wurde unter anderem mit dem Canadian Library Association Book of the Year for Children Award (2016) ausgezeichnet und von der New York Times als Editor’s Choice 2015 genannt. Im Feuilleton schrieb die Publishers Weekly »In exploring the boundaries of science, self-determination, and belief, Oppel uses a dark and disturbing lens to produce an unnerving psychological thriller.« (Publishers Weekly vom 20. Juli 2015), die Kirkus Review beschrieb das Buch als »Compelling and accessible.« (Kirkus Review vom 6. Oktober 2015) und die New York Times kommentierte »The Nest leaves a lasting mark on the memory.... Readers will find much to savor here, both scary and subtle.« (Aimee Bender, New York Times vom 9. Oktober 2015). Der Guardian fügte hinzu »The Nest dares to walk a line beyond realism without becoming fantasy, and does so with confidence. « (Marcus Sedgwick, The Guardian vom 30. April 2016)
Am 6. Oktober 2015 erschien bei Simon & Schuster eine Hörbuchausgabe der englischsprachigen Fassung des Buches, die von Gibson Frazier eingelesen wurde.

### Every Hidden Thing(2016) / Vom Suchen und Finden (2017)
Oppels Kinderbuch / Jugendroman Every Hidden Thing wurde am 20. September 2016 beim kanadischen Verlag HarperCollins in englischer Sprache veröffentlicht. Das Buch ist 2017 in deutscher Übersetzung beim Dressler Verlag erschienen. Every Hidden Thing erschien auch in Australien und Neuseeland.
Das Buch erzählt die Geschichte von Samuel und seinem Vater, die sich auf die Jagd nach dem „Black Beauty“, einem riesigen Dinosaurier-Skelett mit Knochen schwarz wie Ebenholz, machen. Doch sie sind nicht die einzigen, die nach dem Skelett suchen. Rachel Cartland erhofft sich, durch den Fund des Skeletts ein neues Leben anfangen zu können und ihren Vater zu beeindrucken. Als sich ihre Wege kreuzen, wächst die Konkurrenz zwischen den Vätern immer mehr, doch Samuel und Rachel finden Gefallen aneinander.

## Bibliographie
| 1985: Colin’s Fantastic Video Adventure, Kenneth Oppel (Text), Kathleen Collins Howell (Illustration), Puffin Books (London), ISBN 978-0-14-031796-1 | nicht in deutschsprachiger Übersetzung erschienen                                                                                     | Kinderbuch               |
| 1990: The Live-Forever Machine , Kenneth Oppel (Text), Kids Can Press (Toronto), ISBN 978-0-00-648559-9                                              | nicht in deutschsprachiger Übersetzung erschienen                                                                                     | Kinderbuch / Jugendroman |
| 1990: Cosimo Cat, Kenneth Oppel (Text), Regolo Ricci (Illustration), Scholastic Canada (Markham), ISBN 978-0-590-73650-3                             | nicht in deutschsprachiger Übersetzung erschienen                                                                                     | Bilderbuch               |
| 1992: Dead Water Zone, Kenneth Oppel (Text), Little, Brown and Company (Boston), ISBN 978-0-06-123442-2                                              | nicht in deutschsprachiger Übersetzung erschienen                                                                                     | Kinderbuch / Jugendroman |
| 1992: Follow that Star, Kenneth Oppel (Text), Kim LaFave (Illustration), Kids Can Press (Toronto), ISBN 978-1-55074-134-6                            | nicht in deutschsprachiger Übersetzung erschienen                                                                                     | Bilderbuch / Kinderbuch  |
| 1993: A Bad Case of Ghosts, Kenneth Oppel (Text), Peter Utton (Illustration), Scholastic Canada (Markham), ISBN 978-0-439-30341-5                    | nicht in deutschsprachiger Übersetzung erschienen                                                                                     | Kinderbuch               |
| 1993: Cosmic Snapshots, Kenneth Oppel (Text), Guy Parker-Rees (Illustration), Hamish Hamilton (London), ISBN 978-0-241-13424-5                       | nicht in deutschsprachiger Übersetzung erschienen                                                                                     | Kinderbuch               |
| 1993: Galactic Snapshots, Kenneth Oppel (Text), Guy Parker-Rees (Illustration), Hamish Hamilton (London), ISBN 978-0-241-13358-3                     | nicht in deutschsprachiger Übersetzung erschienen                                                                                     | Kinderbuch               |
| 1993: A Bad Case of Magic, Kenneth Oppel (Text), Peter Utton (Illustration), Scholastic Canada (Markham), ISBN 978-0-241-13245-6                     | nicht in deutschsprachiger Übersetzung erschienen                                                                                     | Kinderbuch               |
| 1994: A Crazy Case of Robots, Kenneth Oppel (Text), Scholastic Canada (Markham), ISBN 978-0-14-036272-5                                              | nicht in deutschsprachiger Übersetzung erschienen                                                                                     | Kinderbuch               |
| 1994: An Incredible Case of Dinosaurs, Kenneth Oppel (Text), Scholastic Canada (Markham), ISBN 978-0-439-98792-9                                     | nicht in deutschsprachiger Übersetzung erschienen                                                                                     | Kinderbuch               |
| 1995: Emma’s Emu, Kenneth Oppel (Text), Kim LaFave (Illustration), Hamish Hamilton (London), ISBN 978-1-55041-524-7                                  | nicht in deutschsprachiger Übersetzung erschienen                                                                                     | Kinderbuch               |
| 1997: A Weird Case of Super-Goo, Kenneth Oppel (Text), Peter Utton (Illustration), Scholastic Canada (Markham), ISBN 978-0-439-98793-6               | nicht in deutschsprachiger Übersetzung erschienen                                                                                     | Kinderbuch               |
| 1997: Silverwing, Kenneth Oppel (Text), HarperCollins (New York), ISBN 978-0-00-648144-7                                                             | 2000: Silberflügel, Klaus Weimann (Übersetzung), Beltz & Gelberg (Weinheim), ISBN 978-3-89106-406-1                                   | Kinderbuch / Jugendroman |
| 1999: Sunwing, Kenneth Oppel (Text), HarperCollins (New York), ISBN 978-0-00-648171-3                                                                | 2001: Sonnenflügel, Klaus Weimann (Übersetzung), Beltz & Gelberg (Weinheim), ISBN 978-3-89106-412-2                                   | Kinderbuch / Jugendroman |
| 2000: Peg and the Whale, Kenneth Oppel (Text), Terry Widener (Illustration), Simon & Schuster (New York), ISBN 978-0-689-82423-4                     | nicht in deutschsprachiger Übersetzung erschienen                                                                                     | Bilderbuch / Kinderbuch  |
| 2000: The Devil’s Cure, Kenneth Oppel (Text), HarperCollins (New York), ISBN 978-0-00-225537-0                                                       | 2003: Das Werk des Teufels, Lore Straßl (Übersetzung), Bastei Lübbe (Köln), ISBN 978-3-404-14929-2                                    | Roman                    |
| 2002: Firewing, Kenneth Oppel (Text), HarperCollins (New York), ISBN 978-0-00-639194-4                                                               | 2003: Feuerflügel, Klaus Weimann (Übersetzung), Beltz & Gelberg (Weinheim), ISBN 978-3-89106-429-0                                    | Kinderbuch / Jugendroman |
| 2002: A Creepy Case of Vampires, Kenneth Oppel (Text), Sam Sisco (Illustration), Scholastic Canada (Markham), ISBN 978-0-439-98971-8                 | nicht in deutschsprachiger Übersetzung erschienen                                                                                     | Kinderbuch               |
| 2004: Peg and the Yeti, Kenneth Oppel (Text), Barbara Reid (Illustration), HarperCollins (New York), ISBN 978-0-00-200538-8                          | nicht in deutschsprachiger Übersetzung erschienen                                                                                     | Bilderbuch / Kinderbuch  |
| 2004: Airborn, Kenneth Oppel (Text), Peter Riddihoff (Illustration), HarperCollins (New York), ISBN 978-0-06-053181-2                                | 2005: Wolkenpanther, Anja Hansen-Schmidt (Übersetzung), Beltz & Gelberg (Weinheim), ISBN 978-3-407-80941-4                            | Kinderbuch / Jugendroman |
| 2005: Skybreaker, Kenneth Oppel (Text), Kirk Caldwell (Illustration), HarperCollins (New York), ISBN 978-0-00-200699-6                               | 2006: Wolkenpiraten, Anna Blankenburg (Übersetzung), Beltz & Gelberg (Weinheim), ISBN 978-3-407-80981-0                               | Kinderbuch / Jugendroman |
| 2007: Darkwing, Kenneth Oppel (Text), Keith Thompson (Illustration), HarperCollins (New York), ISBN 978-0-00-200744-3                                | 2008: Nachtflügel, Gerold Anrich und Martina Instinsky Anrich (Übersetzung), Beltz & Gelberg (Weinheim), ISBN 978-3-407-81029-8       | Kinderbuch / Jugendroman |
| 2007: The King’s Taster, Kenneth Oppel (Text), Lou Fancher (Illustration), HarperCollins (New York), ISBN 978-0-06-075372-6                          | nicht in deutschsprachiger Übersetzung erschienen                                                                                     | Bilderbuch / Kinderbuch  |
| 2008: Starclimber, Kenneth Oppel (Text), HarperCollins (New York), ISBN 978-0-00-200745-0                                                            | 2010: Sternenjäger, Gerold Anrich und Martina Instinsky Anrich (Übersetzung), Beltz & Gelberg (Weinheim), ISBN 978-3-407-81068-7      | Kinderbuch / Jugendroman |
| 2010: Half Brother, Kenneth Oppel (Text), HarperCollins (New York), ISBN 978-1-4418-7149-7                                                           | 2015: Affenbruder, Gerold Anrich und Martina Instinsky-Anrich (Übersetzung), Beltz & Gelberg (Weinheim), ISBN 978-3-407-81206-3       | Jugendroman              |
| 2011: The Dark Endeavor, Kenneth Oppel (Text), HarperCollins (New York), ISBN 978-1-4424-0315-4                                                      | 2012: Düsteres Verlangen, Gerold Anrich (Übersetzung), Beltz & Gelberg (Weinheim), ISBN 978-3-407-81121-9                             | Jugendroman              |
| 2012: Such Wicked Intent, Kenneth Oppel (Text), HarperCollins (New York), ISBN 978-1-4424-0318-5                                                     | 2013: Ein dunkler Wille, Gerold Anrich und Martina Instinsky-Anrich (Übersetzung), Beltz & Gelberg (Weinheim), ISBN 978-3-407-81133-2 | Jugendroman              |
| 2014: The Boundless, Kenneth Oppel (Text), Jim Tierney (Illustration), HarperCollins (New York), ISBN 978-1-4424-7288-4                              | 2017: Danger Express, Anja Hansen-Schmidt (Übersetzung), Aladin (Hamburg), ISBN 978-3-8489-2087-7                                     | Jugendroman              |
| 2015: The Nest, Kenneth Oppel (Text), Jon Klassen (Illustration), HarperCollins (New York), ISBN 978-1-4814-3232-0                                   | 2016: Das Nest, Jessika Komina und Sandra Knuffinke (Übersetzung), Dressler Verlag (Hamburg), ISBN 978-3-7915-0005-8                  | Kinderbuch / Jugendroman |
| 2016: Every Hidden Thing, Kenneth Oppel (Text), HarperCollins (New York), ISBN 978-1-4434-1029-8                                                     | 2017: Vom Suchen und Finden, Jessika Komina-Scholz (Übersetzung), Dressler (Hamburg), ISBN 978-3-7915-0040-9                          | Bilderbuch / Kinderbuch  |

## Nominierungen und Auszeichnungen
Für sein literarisches Schaffen erhielt Kenneth Oppel verschiedene Auszeichnungen. Zu den wichtigsten gehörten der Governor General’s Award for Children’s Literature (2004), der Michael L. Printz Honor Book Award (2005) und der Vicky Metcalf Award for Children’s Literature (2006). Sämtliche Auszeichnungen als Übersicht:
| 1992         | Cosimo Cat         | Nominated for Toronto Book Awards                                   |
| 1995         | Dead Water Zone    | Nominated for Manitoba Young Reader’s Choice Awards                 |
| 1998         | Silverwing         | Mr. Christie’s Book Awards                                          |
| 1998         | Silverwing         | Canadian Library Association Book of the Year for Children Award <  |
| 1998         | Silverwing         | Silver Birch Award                                                  |
| 2000         | Sunwing            | Mr. Christie’s Book Awards                                          |
| 2000         | Sunwing            | Canadian Library Association Book of the Year for Children Award    |
| 2000         | Silverwing         | Manitoba Young Readers’ Choice Award                                |
| 2000         | Silverwing         | Red Cedar Book Award                                                |
| 2000         | Sunwing            | Ruth and Sylvia Schwartz Children’s Book Award                      |
| 2001         | Sunwing            | Manitoba Young Readers’ Choice Award                                |
| 2002         |                    | Toronto Public Library Celebrates Reading Award                     |
| 2002         | Sunwing            | Red Cedar Book Award                                                |
| 2003/2004    | Firewing           | Nominated for Hackmatack Atlantic Readers’ Choice Award             |
| 2004         | Peg and the Yeti   | Jean Throop Book Award                                              |
| 2004         | Airborn            | Governor General’s Award for English-language Children’s Literature |
| 2004         | Firewing           | Manitoba Young Readers’ Choice Award                                |
| 2004         | Firewing           | IRA Children’s Choice                                               |
| 2005         | Airborn            | Michael L. Printz Honor Book Award                                  |
| 2005         | Airborn            | Red Maple Award                                                     |
| 2005         | Skybreaker         | Red Maple Award                                                     |
| 2005         | Peg and the Yeti   | Special Mention White Raven                                         |
| 2005         | Airborn            | Ruth and Sylvia Schwartz Children’s Book Award                      |
| 2006         | Skybreaker         | Ruth and Sylvia Schwartz Children’s Book Award                      |
| 2006         |                    | Nominated for Astrid Lindgren Memorial Award                        |
| 2006         |                    | CBA Libris Award, "Children’s Author of the Year"                   |
| 2006         |                    | Vicky Metcalf Award for Children’s Literature                       |
| 2007         | Airborn            | Red Cedar Book Award                                                |
| 2008         | Darkwing           | Ruth and Sylvia Schwartz Children’s Book Award                      |
| 2009         | Starclimber        | Honour Book CLA Children’s Book of the Year Award                   |
| 2010         | The King’s Taster  | Honour Book Blue Spruce Award                                       |
| 2011         | Half Brother       | Ruth and Sylvia Schwartz Children’s Book Award                      |
| 2011         | The King’s Taster  | Shining Willow Award                                                |
| 2011         | Half Brother       | Canadian Library Association Young Adult Book Award                 |
| 2011         | Half Brother       | Canadian Library Association Book of the Year for Children          |
| 2012         | Half Brother       | Red Maple Award                                                     |
| 2012         | Half Brother       | Hampshire Book Award                                                |
| 2013         |                    | Nominated for Hans Christian Andersen Award                         |
| 2014         | Such Wicked Intent | Nominated for Red Maple Award                                       |
| 2014         | The Boundless      | Ruth and Sylvia Schwartz Children’s Book Award                      |
| 2015         |                    | Nominated for Hans Christian Andersen Award                         |
| 2015         | The Boundless      | Nominated for Monica Hughes Sci-Fi and Fantasy Award                |
| 2015         | The Nest           | New York Times Editor Choice                                        |
| 2015         | The Nest           | Globe and Mail Best of 2015                                         |
| 2015         | The Nest           | Horn Book 2015 Fanfare List                                         |
| 2015         | The Nest           | PW Best of 2015                                                     |
| 2015         | The Nest           | SLJ Best of 2015                                                    |
| 2015/2016    | The Boundless      | Nominated for Snow Willow Award                                     |
| 2016         |                    | Nominated for Hans Christian Andersen Award                         |
| 2016         | The Boundless      | Manitoba Young Readers’ Choice Award                                |
| 2016         | The Nest           | CLA Children’s Book of the Year                                     |
| Februar 2016 |                    | Kröte des Monats                                                    |
| April 2016   |                    | Die besten 7 Bücher für junge Leser im April                        |

## Öffentliche Auftritte
- September 2016: Kinder- und Jugendprogramm des 16. Internationalen Literaturfestivals Berlin